# Язеп Крушинский
«Язеп Крушинский» (бел. Язэп Крушынскі) — роман в двух частях белорусского писателя Змитрока Бядули. На белорусском языке первый том опубликован в 1929 году, второй том — в 1931. 
Роман повествует о жизни белорусской деревни в период коллективизации. Главный персонаж романа — хитрый и ловкий кулак Язеп Крушинский, которому противостоят крестьяне-бедняки.

## Краткое содержание
Язеп Крушинский — владелец зажиточного хутора, тайный противник советской власти, за внешней лояльностью новым властям скрывающий свою тёмную сущность. Состояние он нажил конокрадством и контрабандой, и несмотря на произошедшую смену власти, продолжает наживать деньги в ущерб общему делу. Для достижения эгоистических целей Крушинский не брезгует никакими методами: он готов обманывать, подкупать и даже убивать. Ему нет дела до людей, чьи жизни он калечит. Вокруг Крушинского собираются личности с тёмным прошлым и крестьяне, готовые ему служить за мелкие подачки. Противостоят Крушинскому и его приспешникам крестьяне-бедняки из соседней деревни. Проникнутые чувством общности, они стремятся добиться справедливости и разоблачить Крушинского.

## Персонажи
Язеп Крушинский — кулак, хозяин хутора Курганище, богач без совести, сколотивший состояние во время гражданской войны, при этом искусный дипломат, умеющий заводить полезные знакомства среди представителей власти, добывать нужные справки, формально соблюдать законы, но если надо — запугивать и доводить людей до смерти.
Антон Драчик — крестьянин из деревни Гайдачаны, защитник интересов бедняков, сторонник коллективизации. Лидер трудового крестьянства, главный противник Крушинского. Олицетворяет новые времена в белорусской деревне.
Ципрук Яремчик — крестьянин-бедняк, приверженец Советской власти, но наивно мечтающий разбогатеть старыми методами. Комический персонаж, участник многочисленных юмористических сцен.
Мирон Гарбочик — деревенский философ, за внешнее сходство и образ жизни прозванный Лвом Толстым. Честный, проницательный, сторонник коллективизации. Один из тех, кто раскрывает истинную сущность Крушинского. Ведёт летопись села Гайдачаны.
Крестьяне деревень Дрозды и Дятлы — колеблющиеся крестьяне, обманутые Крушинским и работающие на него за подачки.

## Характеристика
Роман стал откликом Змитрока Бядули на социалистическую перестройку деревни. Он показал в нём традиционный уклад жизни белорусского крестьянства накануне коллективизации и выделил основные стороны существовавшего на тот момент белорусского общества: деревенских кулаков, крестьян-коллективистов, крестьян-единоличников и буржуазных националистов. Роман проникнут пониманием сущности классовой борьбы и желанием показать, как за внешней добропорядочностью может скрываться злейший враг. Также подчёркнута необходимость преобразований устаревшего образа жизни и, через перелом патриархальных, консервативных устоев, переход к новому, коллективному типу хозяйствования.
В первой части романа основное внимание уделено Язепу Крушинскому, который выписан большой глубиной и тщательностью, а его социальная сущность раскрывается через его индивидуальные и классовые характеристики. Вторая часть, написанная под влиянием критических отзывов, проигрывает первой по идейно-художественному уровню из-за введения в сюжет множества линий, в том числе развивающихся не в деревне, а в городе, и перемещения акцента на шаблонных положительных героев.

## Критика
Отношение критиков к роману менялось с течением времени.
На момент выхода первая часть подверглась осуждению за необычный выбор главного героя, которым стал сугубо отрицательный персонаж. Рецензенты отметили, что на его фоне не так заметны положительные герои, и во второй части Бядуля эти замечания учёл. За это критики впоследствии простили «ошибку» автора и писали, что роман даёт «более правильную картину действительности в период победы коллективизации».
Идеологическая основа оценки произведения была отвергнута в более поздних рецензиях, которые прямо пишут о превосходстве первой части над второй с литературной точки зрения. При этом отмечается правдивое отражение сельской жизни в первой части и плоское, тенденциозное, тяготеющее к принятым шаблонам описание городской жизни во второй.
Отмечено сходство главного героя, Язепа Крушинского, с героем романа М. Шолохова «Поднятая целина» Островновым, который, как и Крушинский, «осторожно, чужими руками» вредил Советской власти.
В целом роман характеризуется как одно из важнейших произведений в творческом наследии писателя и пример творчества в духе социалистического реализма.

## Издание
На белорусском языке роман вышел в двух томах с перерывом в четыре года в Белорусском государственном издательстве:
- Бядуля, З. Язэп Крушынскі : Раман. —  Кн. 1 — Мн. : Белдзяржвыд, 1929. — 332 с.
- Бядуля, З. Язэп Крушынскі: Раман / Змітрок Бядуля. — Кн. 2 — Мн.: Дзяржвыд Беларусі: ЛіМ, 1932. — 370 с.

Первая книга была переведена на русский язык Климентом Яковчиком в 1931 году:
- Бядуля, З. Язеп Крушынский : Роман / Пер. с белорус. К. Яковчика; Предисл. Г. Березко. - М.. - Л., 1931. - 303 с.

В дальнейшем роман вошёл в несколько изданий собрания сочинений Змитрока Бядули.
- Бядуля, Змитрок. Собрание сочинений : В 5 т. / Змитрок Бядуля ; Редкол.: В. В. Борисенко и др. АН БССР, Ин-т лит. им. Янки Купалы. - Минск : Мастац. літ., 1985-. Т. 4: Язэп Крушинский : Роман / Ред. В. В. Гниломедов; Подгот. текста и коммент. Э. А. Золовой. - Минск : Мастац. літ., 1987. - 374,[1] с., [1] л. портр.
- Бядуля, Змитрок. Собрание сочинений : В 5 т. / Змитрок Бядуля ; Редкол.: В. В. Борисенко и др.; АН БССР, Ин-т лит. Янки Купалы. - Минск : Мастац. літ., 1985-. Т. 5: Язэп Крушинский : Роман, кн. 2; Серебряная табакерка : Сказка; Публицистические статьи / [Послесл. М. Мушинского]; Ред. В. В. Гниломедов, М. И. Мушинский. - Минск : Мастац. літ., 1989. - 518,[1] с., [8] л. ил., факс. ISBN 5-340-00090-7